# سلطعونات نحاتة
سلطعونات نحاتة (الاسم العلمي: Glyptograpsidae)، فصيلة قشريات من رتبة عشاريات الأرجل.
الأجناس
- سلطعون نحات Smith, 1870
- Platychirograpsus de Man, 1896